# Lynne Cox

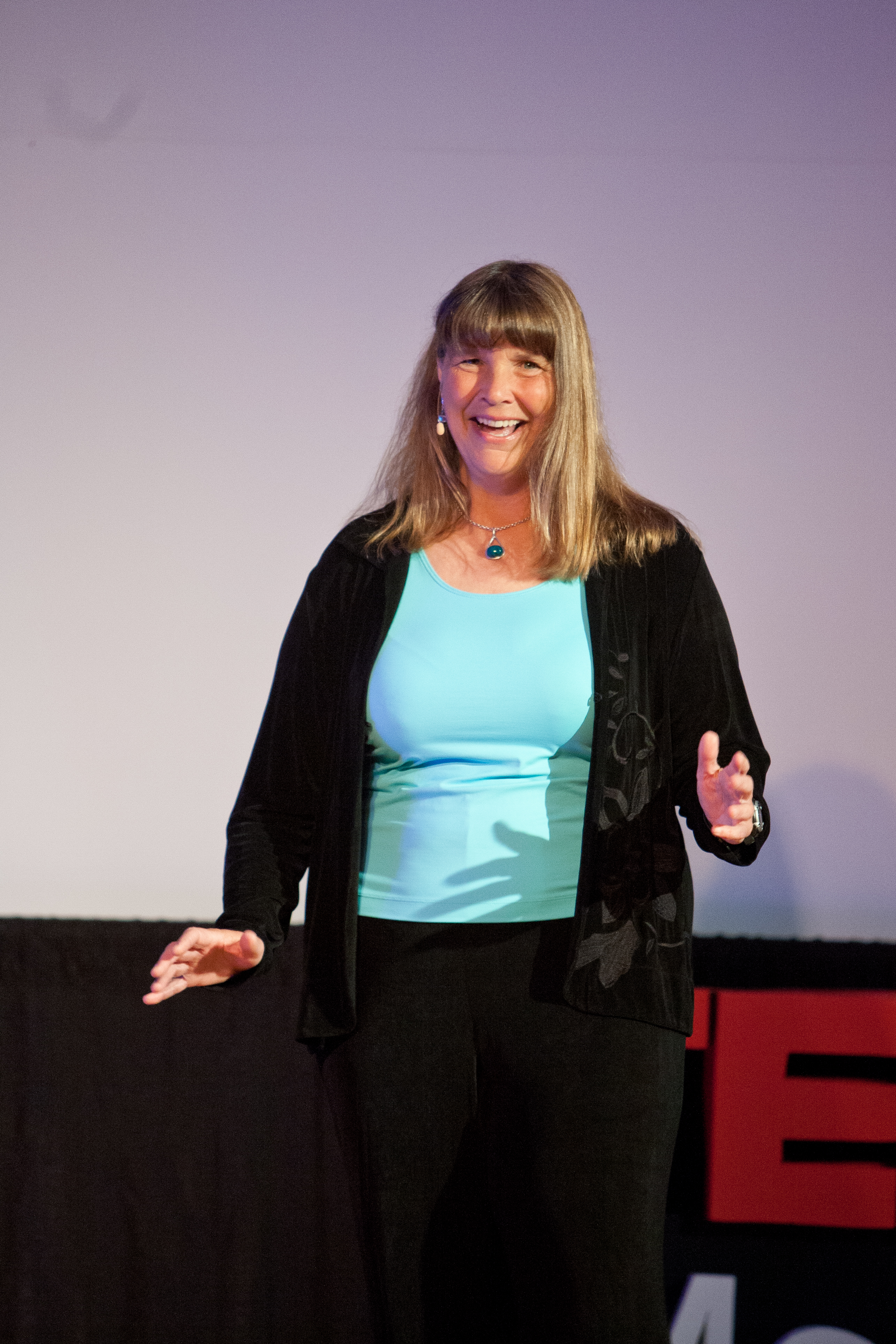
Lynne Cox em 2012

Lynne Cox (Boston, 1957) é uma ex-nadadora de longa distância e escritora estadunidense. 
Em 1987, durante a Guerra Fria, nadou no mar gélido e conseguiu unir as ilhas no sentido Estados Unidos - Rússia, após anos a pedir autorização às autoridades da então União Soviética. Ela cruzou a então chamada "Cortina de Gelo" do mar de Bering e foi saudada posteriormente por Mikhail Gorbachev e Ronald Reagan.
O asteróide 37588 Lynnecox foi nomeado em sua homenagem.